# Лигатура
Лигатура је знак у типографији који настаје када се двије графеме споје у један глиф. Лигатуре обично стоје умјесто неколико узастопних знакова који имају неке заједничке компоненте. Оне су дио групе глифова која се назива „контекстуални облици“, гдје се одређени облик слова користи у зависности од контекста као што су околна слова или близина краја реда.

## Настанак
Типографске лигатуре су настале простим руком писаним словима, гдје су због брзине писања поједина слова везивана другачије у зависности од слова која им претходе или која их слиједе. Као једно од најранијих познатих писама, сумерско клинасто, имало много случајева комбиновања знакова који би кроз историју развоја писма прерасли из лигатуре у засебан знак. Лигатуре се јављају у скоро свим познатим писмима.

## Познате лигатуре
Знак ß, „оштро S“, из њемачког писма је настао као лигатура „дуго S преко округлог S“. По њемачком правопису тај знак се још увијек сматра лигатуром.
Најпознатија лигатура је амперсанд — &. Овај знак је настао од слова E и t која чине ријеч „et“, што је латински везник „и“. Званично се користи у француском и енглеском, али је присутан и у многим другим латиничним, а често и у ћириличним писмима. Због учестале употребе више се и не сматра лигатуром него логограмом.

## Лигатуре у српској ћирилици
Три слова модерне српске ћирилице се могу сматрати лигатурама. То су Љ, Њ и Ћ. Та слова представљају меке гласове Л, Н, T који су, прије него што је Вук Стефановић Караџић додао та слова у српску ћирилицу, представљани знаковима Л + Ь, Н + Ь и Т + Ь.